# The GloFiles Pt.2
The GloFiles Pt.2 è il ventinovesimo mixtape del rapper statunitense Chief Keef, pubblicato l'11 maggio 2018 dalle etichette discografiche Glo Gang e RBC Records.

## Tracce
1. I Got – 1:56
2. According to My Watch – 3:15
3. In My Mode – 2:41
4. Light Heist – 4:01
5. Driver – 3:32
6. Fookah – 3:29
7. In My Cup – 3:15
8. Some – 4:09
9. Sued – 3:30
10. Pay Day (feat. Tadoe) – 3:35
11. Face – 5:51
12. She Like – 3:22
13. That is not – 2:50